# Даса
Да́са (санскр. दास, IAST: dāsa) — санскритский термин. В своём изначальном значении «враг» термин используется в «Ригведе» для обозначения неарийских племён, враждебных ведийским арийским племенам. Позднее слово даса приобрело другое значение — «слуга». Это произошло возможно потому, что неведийские, неарийские племена попали под власть ариев. Врагов в «Ригведе» также называют другим термином — «дасью» (см. Дайтьи). Однако остаётся неясным, являются ли эти два термина родственными.
В своём значении «слуга» термин используется в вайшнавизме по отношению к преданным Вишну или Кришны. Вайшнавы как правило используют титул «даса» или «дас» как часть своего имени (например Хари Даса).
Советский ученый-индолог Е. М. Медведев, специалист по средневековой Индии, тем не менее в рамках рассмотрения вопроса об азиатском способе производства рассмотрел положение даса в Древней Индии и пришёл к выводу, что их статус отличался от рабского, в одной из работ выдвинув предположение, что из них рекрутировались наёмные работники.